# Hallenmasters Winterthur 2011
Die Hallenmasters 2011 war die sechste Austragung der Hallenmasters in Winterthur und zu diesem Zeitpunkt bereits das letzte noch bestehende Hallenturnier der Schweiz. Gewonnen wurde das Turnier von den Grasshoppers, die im Finale den abermals im Final gekommenen Lokalmatador FC Winterthur mit 9:8 nach Penaltyschiessen bezwang. Mit rund 2'200 Zuschauern war es das bislang bestbesuchte Hallenmasters. Das Turnier wurde während zweier Stunden live vom Schweizer Sportfernsehen übertragen.

## Männer

### Teilnehmer
- FC Luzern (Super League)
- FC Schaffhausen (Challenge League)
- FC St. Gallen (Super League)
- FC Thun (Super League)
- FC Winterthur (Challenge League)
- Grasshopper Club Zürich (Super League)

### Gruppe A
|                 | Ergebnis |                 |
| --------------- | -------- | --------------- |
| FC Schaffhausen | 6:6      | FC St. Gallen   |
| FC Luzern       | 6:3      | FC Schaffhausen |
| FC St. Gallen   | 2:2      | FC Luzern       |

### Gruppe B
|                         | Ergebnis |               |
| ----------------------- | -------- | ------------- |
| Grasshopper Club Zürich | 4:2      | FC Winterthur |
| FC Winterthur           | 4:0      | FC Thun       |
| Grasshopper Club Zürich | 2:2      | FC Thun       |

### Halbfinale
|                         | Ergebnis |               |
| ----------------------- | -------- | ------------- |
| FC Winterthur           | 4:3      | FC Luzern     |
| Grasshopper Club Zürich | 4:2      | FC St. Gallen |

### Finale
|                         | Ergebnis  |               |
| ----------------------- | --------- | ------------- |
| Grasshopper Club Zürich | 9:8 n. P. | FC Winterthur |

### Spiel um Platz 3
|               | Ergebnis |           |
| ------------- | -------- | --------- |
| FC St. Gallen | 8:3      | FC Luzern |

### Spiel um Platz 5
|         | Ergebnis |                 |
| ------- | -------- | --------------- |
| FC Thun | 5:2      | FC Schaffhausen |

## Übrige Turniere
- Das Regionalmasters-Finale konnte der Grasshopper Club Zürich U21 den FC Töss mit 14:4 nach Penaltyschiessen schlagen.
- Das Seniormasters wurde zum wiederholten Mal vom Team Puls Sport gewonnen werden, die sich im Final gegen den FC Phönix Seen mit 3:2 durchsetzen konnten.
- Das erstmals ausgetragene Juniorenmasters wurde vom FC Neftenbach mit 5:2 gegen den SC Veltheim gewonnen.